# دوموویی

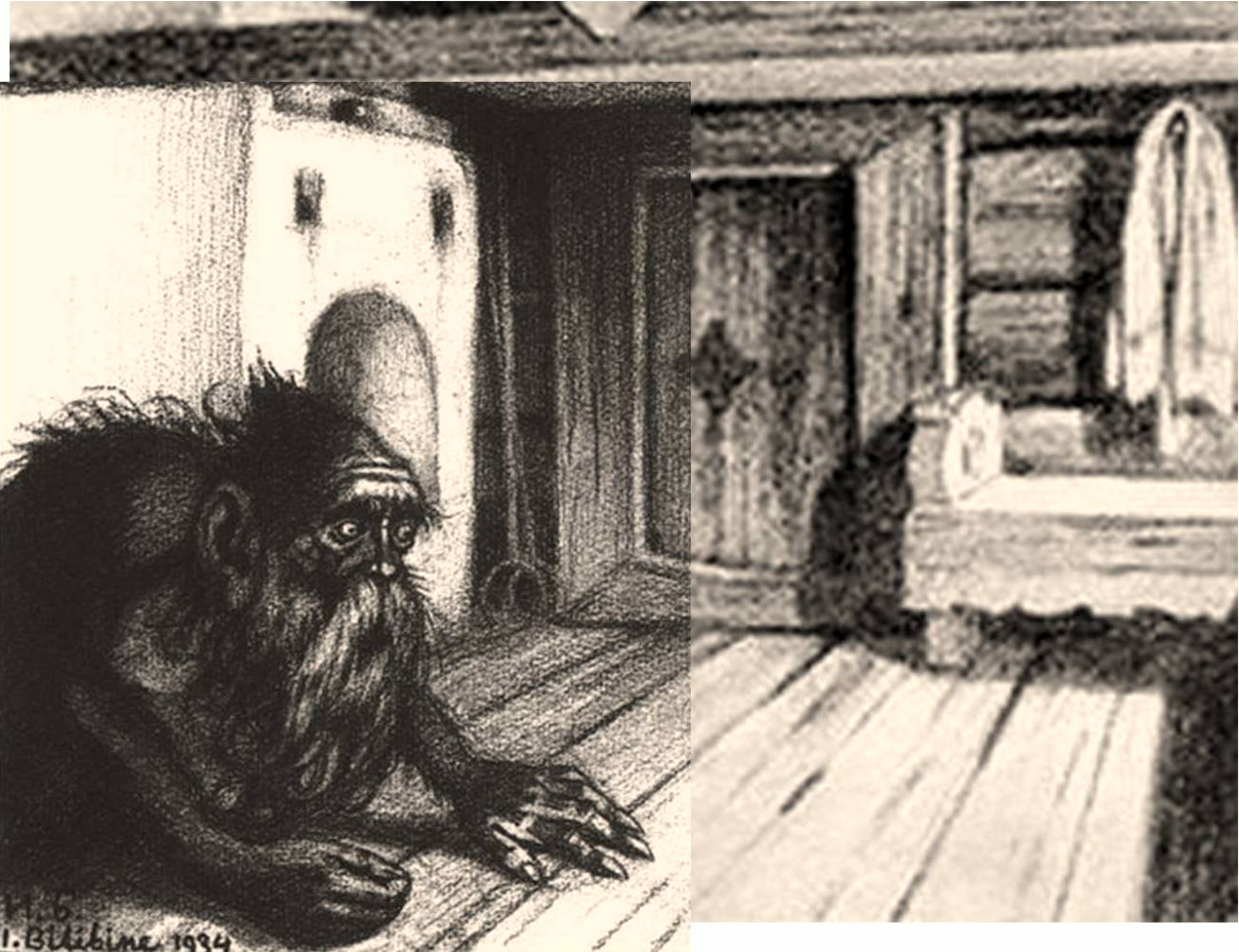
دوموویی اثر ایوان بیلیبین، ۱۹۳۴

دوموویی (به روسی: домово́й) در اساطیر اسلاو و باور عامیانه اسلاوها، ارواح خانوار و محافظ خانه است که با عنوان‌های «پدربزرگ» و «استاد» نیز شناخته می‌شود. او شبیه به پیرمردی ریز اندام، صورتی پوشیده از موهای سفید و گاهی سراسر بدنشان پوشیده از مو بود. در برخی از روایات، دوموویی شکل ظاهری صاحب کنونی یا سابق خانه را به خود می‌گیرد و دارای دم و شاخ‌های کوچکی می‌باشد. افسانه‌هایی دربارهٔ منشأ به وجود آمدن دوموویی‌ها وجود دارد: هنگامی که میزبان شیطان از آسمان به سوی زمین پرتاب شد، برخی از ارواح خبیث به سوی زیستگاه انسان‌ها سقوط کردند. با گذشت زمان و زندگی در کنار انسان‌های فانی، این ارواح را نرم و دارای رفتاری دوستانه کرده بود و در نتیجه به یارانی بازیگوش تبدیل شدند.
در هر خانه یک دوموویی وجود دارد، و نه تنها او نظاره‌گر خانه است بلکه تمام ساکنین آن را زیر نظر دارد. او افراد را در خواب قلقلک می‌داد، به دیوار ضربه می‌زد و بدون هیچ دلیلی بشقاب‌ها و لوازم آشپزخانه را پرتاب می‌نمود. در حقیقت دو نوع دوموویی وجود دارد، دوموویی که در خانه زندگی می‌کند و دوموویی که در حیاط زندگی می‌کند. بر طبق روایات او توانایی تغییرشکل نیز داشت و قادر بود خود را به شکل حیوانات مختلفی همانند سگ، گربه، مار و موش درآورد.

## خشنود کردن ارواح
اسلاوها معتقد بودند که پیرامونشان را گروه کثیری از اجنه یا ارواح فرا گرفته‌اند و می‌توانند با نیایش‌ها و پیشکش‌های خود، خشنودشان سازند. ارواح خانگی یا دومووی‌ها را بخشنده‌تر می‌پنداشتند، اما رسم بر این بود که با احترام با آن‌ها رفتار کنند تا از یاری آن‌ها بهره‌مند شوند. خرافات آن‌ها باعث شد که مردم از بردن نام دومووی‌ها پرهیز کنند و نیز مرسوم بود که یک دوموویی را «پدربزرگ» یا با نام «خودش» خطاب کنند. برای خشنود کردن دومووی کمتر بخشنده یا روح حیاط خانگی، مردم کمی پشم گوسفند، نان یا اشیاء درخشنده را در اصطبل قرار می‌دادند. اهالی شمنی کوهستان در جنوب فلات سیبری، کیف‌هایی ساخته شده از پوست درخت غان را به درخت‌ها می‌آویختند و آن‌ها را برای ارواح نیک پر از هدایا می‌کردند. تا آغاز سده بیستم میلادی، آنان هنوز اسب‌ها را قربانی می‌کردند و جمجمه و پوستشان را بر تیرک‌ها می‌آویختند.